# 陈越良
陈越良（1962年—），男，汉族，福建厦门人，中华人民共和国政治人物，曾任雅安市人民政府市长，第十二届全国人民代表大会四川地区代表。

## 生平
早年毕业于厦门大学计划统计专业。1987年1月加入中国共产党。2013年，当选为第十二届全国人大代表。2016年5月，担任民政部基层政权建设和社区治理司司长。2020年4月11日，陈越良在国务院联防联控机制新闻发布会上说，推进社区防控工作常态化是当前社区工作的首要任务，广大社区工作者必须守严守牢社区防线。